# App-Elles
Pour l’article ayant un titre homophone, voir Appel.
App-Elles est une application mobile solidaire d'assistance et de soutien pour les femmes victimes de violences dans l'espace public ou privé. 

## Fonctionnement
L'application App-Elles, lancée en 2015 par l'association Résonantes, propose trois fonctions distinctes pour ses utilisatrices.  

### Alerter son cercle de confiance
La première fonctionnalité permet aux femmes victimes de violence de lancer une alerte et de prévenir ses proches. L'alerte peut être déclenchée de trois manières différentes : en appuyant 4 fois de suite sur le bouton On/Off de son téléphone portable ; en débranchant le fil de son périphérique audio ; en appuyant sur le bouton du bracelet connecté (pouvant être fourni avec l'application). Une fois l'alerte lancée, le téléphone portable va enregistrer et retransmettre en direct la totalité de l'altercation ainsi que la géolocalisation de la victime à ses proches.   